# Pleuraphodius ilamensis
Pleuraphodius ilamensis är en skalbaggsart som beskrevs av Zdzisława Stebnicka 1990. Pleuraphodius ilamensis ingår i släktet Pleuraphodius och familjen Aphodiidae. Inga underarter finns listade i Catalogue of Life.